# Lepanthes stenophylla
Lepanthes stenophylla es una especie de orquídea epífita originaria de México (Chiapas) a Venezuela.

## Descripción
Es una orquídea de tamaño pequeño, es epífita con tallo ascendente, arqueado o erecto, delgado y envuelto completamente por 4 a 7 vainas y con una sola hoja apical, elíptica, estrechamente elíptica o lanceolada, coriácea, tridenticulada apicalmente. Florece en una inflorescencia de flores individuales que surgen en la parte superior de la hoja con 2 a 4 flores que duran poco tiempo. La floración se produce en la primavera y el otoño.

## Distribución y hábitat
Se encuentra distribuida por México, Belice, Costa Rica, El Salvador, Guatemala y Venezuela en alturas de 1350 a 1600 metros.

## Taxonomía
Lepanthes stenophylla fue descrita por Rudolf Schlechter y publicado en Repertorium Specierum Novarum Regni Vegetabilis 10(257–259): 396. 1912.
Etimología
Ver: Lepanthes
stenophylla: epíteto latíno que significa "con hojas etrechas".
Sinonimia